# 邓玉松
邓玉松（1952年8月28日—），京族，第十届、十二届和十三届（同奈省）越南国会代表 。他属于胡志明市代表团。也是越南劳动总联合会前主席。

## 简历
邓玉松出生于越南广义省思义县义河社。
他拥有经济学博士学位和政治理论高级文凭。
他于1981年5月9日加入越南共产党。
2011年至2016年，担任同奈省第十三届国会议员，党中央委员，越南祖国阵线中央委员会主席团委员，越南劳工总会主席；世界工会联合会副主席，国会社会问题委员会委员。